# I Never Loved a Man the Way I Love You
I Never Loved a Man the Way I Love You ist das elfte Studioalbum der US-amerikanischen Soulsängerin Aretha Franklin und erschien am 10. März 1967. Es war ihr erstes Album bei Atlantic Records und markierte den künstlerischen und kommerziellen Durchbruch für Franklin.

## Hintergrund
Aretha Franklin hatte seit 1960 mehrere Alben für Columbia Records aufgenommen, die jedoch nur wenig Erfolg hatten, obwohl Franklin
seit Kindestagen als hochtalentierte Sängerin galt. Als 1966 ihr Kontrakt mit dem Label auslief, nahm sie der renommierte Musikproduzent Jerry Wexler für Atlantic Records unter Vertrag. Die Branchengröße hatte zuvor zahlreichen afroamerikanischen Musikern wie Ray Charles oder Solomon Burke zu Erfolgen verholfen. Wexler plante, das kommende Album in den von Rick Hall betriebenen FAME Studios in Muscle Shoals im Südstaat Alabama, dem „Herzen des Rhythm and Blues“, aufzunehmen. Am 24. Januar 1967 wurden die Songs I Never Loved a Man (The Way I Love You) und Do Right Woman, Do Right Man in den FAME Studios eingespielt. Begleitet wurde die Pianistin Aretha Franklin von Halls Studioband. Nachdem es zu einem handfesten Streit zwischen Franklins Ehemann Ted White und Rick Hall gekommen war, wurde die Aufnahmesession abgebrochen. Wexler kündigte zudem Hall die Zusammenarbeit, Franklin und White kehrten in ihre Heimatstadt New York City zurück. Nach zwei Wochen Pause nahmen Franklin und Wexler die Arbeit wieder auf. Der Rest des Albums wurde in den Atlantic Studios in New York eingespielt: Save Me am 10. Februar 1967, die Tracks Respect, Drown In My Own Tears, Don’t Let Me Lose This Dream, Baby, Baby, Baby und A Change Is Gonna Come am 14. Februar und die übrigen drei Songs am 15. Februar 1967. Obwohl Wexler nicht mehr mit Hall zusammenarbeiten wollte, schaffte er es unter einem Vorwand Halls Studiomusiker für die Sessions in New York anzuheuern. Des Weiteren gab sich der Tenorsaxophonist King Curtis auf dem Album die Ehre.
Die erste Singleauskopplung I Never Loved a Man (The Way I Love You) stieg auf Platz 9 der Billboard-Singlecharts ein und wurde innerhalb weniger Wochen zu einem Millionenseller. Respect erreichte sogar den ersten Platz der Billboard Hot 100. Die Coverversion des Otis-Redding-Songs von 1965 avancierte nicht nur zu einem Welthit, sondern auch zu einer Hymne der Frauen- und Bürgerrechtsbewegung, so erschien sie kurz vor den Unruhen in Detroit 1967.
Das Foto auf dem Cover stammt von Jerry Schatzberg. Bei den Aufnahmen fungierten Arif Mardin und Tom Dowd als Tonmeister.
Franklin führte die Zusammenarbeit mit Jerry Wexler bis 1975 fort.

## Titelliste
Seite 1:
1. Respect (Otis Redding) – 2:26
2. Drown In My Own Tears (Henry Glover) – 4:00
3. I Never Loved a Man (The Way I Love You) (Ronny Shannon) – 2:47
4. Soul Serenade (Curtis Ousley, Luther Dixon) – 2:30
5. Don’t Let Me Lose This Dream (Aretha Franklin) – 2:22
6. Baby, Baby, Baby (Aretha Franklin, Carolyn Franklin) – 2:48
Seite 2:
7. Dr. Feelgood (Aretha Franklin, Ted White) –  3:18
8. Good Times (Sam Cooke) – 2:05
9. Do Right Woman, Do Right Man (Chips Moman, Dan Penn) – 3:15
10. Save Me (Aretha Franklin, Carolyn Franklin, Curtis Ousley) – 2:20
11. A Change Is Gonna Come (Sam Cooke) – 4:15
Bonustracks in Stereo (CD):
12. Respect (Otis Redding) – 2:23
13. I Never Loved a Man (The Way I Love You) (Ronny Shannon) – 3:58
14. Do Right Woman, Do Right Man (Chips Moman, Dan Penn) – 3:15

## Rezeption
I Never Loved a Man the Way I Love You wird als der Wendepunkt in Aretha Franklins Karriere wahrgenommen und gilt als das Album, das sie zur „Queen of Soul“ machte. Darüber hinaus hat es den Ruf als Meilenstein der Popmusik. 2003 belegte es Platz 83, 2012 Platz 84 und 2020 Platz 13 der 500 besten Alben aller Zeiten der amerikanischen Musikzeitschrift Rolling Stone. Außerdem führt das Magazin die Singles I Never Loved a Man (The Way I Love You) auf Platz 189 und Respect auf Platz 5 der 500 besten Songs aller Zeiten. Der New Musical Express wählte das Album auf Platz 480 der 500 besten Alben aller Zeiten. In der Auswahl der 200 besten Alben der 1960er Jahre von Pitchfork belegt es Platz 10. Das Stück Do Right Woman, Do Right Man erreichte Platz 157 der 200 besten Songs des Jahrzehnts, und Prince bezeichnete ihn als einen von 55 Songs, die ihn musikalisch inspiriert hatte. Das Magazin Time nahm I Never Loved a Man the Way I Love You in die Zusammenstellung der 100 wichtigsten Alben auf. NPR wählte es auf Platz 4 der 150 besten Alben, die von Frauen gemacht wurden.
Bei den Grammy Awards 1968 gewann Aretha Franklin zwei Grammys für den Song Respect in den Kategorien Beste weibliche Solo-Gesangsdarbietung und Beste R&B-Aufnahme in der Sparte Rhythm & Blues. 2009 wurde das Album in die Grammy Hall of Fame aufgenommen.
Die Single Respect wurde 2002 in die National Recording Registry der Library of Congress aufgenommen.

„Von Anfang bis Ende: dies ist wahrscheinlich das beste Soulalbum aller Zeiten.“

„Der Grundstein für ihren Erfolg wurde 50 Jahre zuvor gelegt, als 1967 jenes Album erschien, das nicht nur Arethas Leben veränderte, sondern die gesamte Geschichte der Popmusik: I Never Loved a Man the Way I Love You – jenes Album, das auch irgendwie dazu beitrug, dass Barack Obama Präsident wurde und Frauen all das tun können, was sie heute so tun. Denn dieses Album ist mehr als Musik. Dieses Album ist eine Errungenschaft unserer Kultur, gemacht von einer einzigen Frau.“

Das Album gehört zu den 1001 Albums You Must Hear Before You Die.